# Gösta Håkansson
Gösta Helmer Håkansson, född 20 september 1921 i Jämshögs socken i Blekinge län, död 4 december 2012 i Malmö, var en svensk tidningsman och centerpartistisk kommunalpolitiker.
Efter socionomexamen 1948 blev Håkansson medarbetare i Vimmerby Tidning 1941, redaktör på Blekinge-Posten 1945, redaktionssekreterare på Södra Skåne 1949, politisk redaktör på Skånska Dagbladet 1958, chefredaktör och ansvarig utgivare där 1964–1973. Han var därefter i Malmö kommunalråd för fritids- och miljöroteln 1974–1976 och oppositionsråd 1977–1982. Han var ledamot av Malmö kommunstyrelse 1971–1982, kommunfullmäktige 1974–1985 och av länsstyrelsen i Malmöhus län 1976–1979.